# Reepenia variabilis
Reepenia variabilis är en biart som först beskrevs av Heinrich Friese 1909.  Reepenia variabilis ingår i släktet Reepenia och familjen vägbin. Inga underarter finns listade i Catalogue of Life.